# Aureliano Pertile

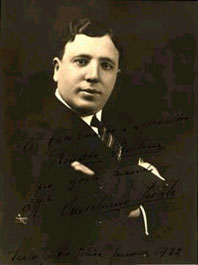
Aureliano Pertile

Aureliano Pèrtile (Montagnana, 9 novembre 1885 – Milano, 11 gennaio 1952) è stato un tenore italiano.

## Biografia
Nacque 18 giorni dopo il suo amico e conterraneo Giovanni Martinelli, in una famiglia molto modesta: il padre faceva il calzolaio.
Da adolescente studiò canto a Padova sotto la guida di Vittorio Orefice e successivamente a Milano con Manlio Bavagnoli, debuttando il 16 febbraio 1911 al Teatro Eretenio di Vicenza in Martha.
Pur privo di un timbro naturalmente bello, riuscì a dare alla voce un assetto quasi perfetto. Riccardo Zandonai, dopo averlo ascoltato nel 1914 in Conchita, ne intuì subito le eccelse qualità e nel 1916 lo volle alla Scala di Milano nella sua Francesca da Rimini; nel 1917 Giacomo Puccini lo scelse per interpretare a Genova La rondine, mentre nel 1920, all'Arena di Verona, ebbe un grande successo in Mefistofele e Aida.
Dopo l'esordio al Metropolitan di New York alla fine del 1921, l'anno successivo Arturo Toscanini lo scelse per interpretare alla Scala ancora Mefistofele. Iniziò da quel momento il sodalizio col grande direttore, che lo vide continuativamente presente nel teatro scaligero dal 1922 al 1929, nel piano toscaniniano del melodramma. Da allora Pertile venne considerato il "tenore di Toscanini" per antonomasia e partecipò a quasi tutte le stagioni liriche della Scala sino al 1937, per chiudere nel 1943 con Un ballo in maschera. Partecipò alla tournée della Scala a Vienna e Berlino nel 1929 sempre con la direzione di Toscanini.
Si esibì inoltre in tutti i più importanti teatri lirici del mondo, tenendo a battesimo, tra molti altri lavori minori, le due opere omonime Nerone, di Arrigo Boito (1924) e di Pietro Mascagni (1935). Dal 1937 a fine carriera si cimentò anche nell'Otello verdiano. Chiuse la carriera al Teatro dell'Opera di Roma nel 1945 con il Nerone boitiano. Oltre a molti brani singoli, incise tre opere complete: Aida, Il trovatore e Carmen.
Lasciate le scene, si dedicò all'insegnamento al Conservatorio Giuseppe Verdi di Milano, dove ebbe tra i suoi allievi Virginia Zeani, Gino Penno, Eugenio Fernandi, Pier Miranda Ferraro, Angelo Lo Forese, Rosanna Carteri. 
Morì nel 1952 in conseguenza dei problemi cardiaci di cui soffriva da anni. La tomba di Aureliano Pertile si trova a Padova, al Cimitero Maggiore, zona C, in una cappella di famiglia.

## Caratteristiche vocali e artistiche
A causa del timbro di voce, che generava pareri discordanti, Pertile non fu tenore popolare come lo furono in quegli anni Beniamino Gigli o Giacomo Lauri-Volpi, ma era apprezzato per l'eccellente tecnica e l'ottima attitudine scenica. Dalla sua voce ottenne emissione di mezza voce autentica, abbinata a rinforzi istantanei, sicurezza di passaggio e incisività. Grazie a tali virtù tecniche, le sue interpretazioni comunicavano la sensazione di un'intensa partecipazione emotiva.
Secondo il giudizio di Plácido Domingo, Pertile fu uno dei pochi artisti della sua epoca tuttora moderni; Mario Del Monaco riteneva che, prima della Callas, Pertile avesse riscoperto il recitar cantando; Alfredo Kraus, in un'intervista, lo ha definito "il più grande tenore di tutti i tempi". Il suo rispetto per le indicazioni degli spartiti fu rigoroso, pur se, formatosi tra il tardo romanticismo ed il verismo, incorse in qualche eccesso di enfasi declamatoria.

## Ruoli creati
- Il ruolo del titolo in Nerone di Boito (1º maggio 1924, Milano)
- Il ruolo del titolo in Sly di Wolf-Ferrari (29 dicembre 1927, Milano)
- Il ruolo del titolo in Nerone di Mascagni (16 gennaio 1935, Milano)

## Repertorio
| Ruolo                 | Titolo                          | Autore       |
| --------------------- | ------------------------------- | ------------ |
| Il re                 | Sakùntala                       | Alfano       |
| Fra Diavolo           | Fra Diavolo                     | Auber        |
| Pollione              | Norma                           | Bellini      |
| Don José              | Carmen                          | Bizet        |
| Faust                 | Mefistofele                     | Boito        |
| Nerone                | Nerone                          | Boito        |
| Walter                | Loreley                         | Catalani     |
| Julien                | Louise                          | Charpentier  |
| Maurizio di Sassonia  | Adriana Lecouvreur              | Cilea        |
| Edgardo di Ravenswood | Lucia di Lammermoor             | Donizetti    |
| Fernando              | La favorita                     | Donizetti    |
| Lionello              | Martha                          | Flotow       |
| Andrea Chénier        | Andrea Chénier                  | Giordano     |
| Loris Ipanov          | Fedora                          | Giordano     |
| Canio/Pagliaccio      | Pagliacci                       | Leoncavallo  |
| Turiddu               | Cavalleria rusticana            | Mascagni     |
| Osaka                 | Iris                            | Mascagni     |
| Folco                 | Isabeau                         | Mascagni     |
| Nerone                | Nerone                          | Mascagni     |
| Avito                 | L'amore dei tre re              | Montemezzi   |
| Il falso Dimitrij     | Boris Godunov                   | Musorgskij   |
| Enzo Adorno           | La Gioconda                     | Ponchielli   |
| Des Grieux            | Manon Lescaut                   | Puccini      |
| Rodolfo               | La bohème                       | Puccini      |
| Mario Cavaradossi     | Tosca                           | Puccini      |
| F.B. Pinkerton        | Madama Butterfly                | Puccini      |
| Dick Johnson          | La fanciulla del West           | Puccini      |
| Ruggero               | La rondine                      | Puccini      |
| Enrico                | La campana sommersa             | Respighi     |
| Sansone               | Sansone e Dalila                | Saint-Saëns  |
| Erode                 | Salomè                          | Strauss      |
| Rodolfo               | Luisa Miller                    | Verdi        |
| Duca di Mantova       | Rigoletto                       | Verdi        |
| Manrico               | Il trovatore                    | Verdi        |
| Alfredo Gérmont       | La traviata                     | Verdi        |
| Riccardo              | Un ballo in maschera            | Verdi        |
| Don Alvaro            | La forza del destino            | Verdi        |
| Radamès               | Aida                            | Verdi        |
| Otello                | Otello                          | Verdi        |
| Lohengrin             | Lohengrin                       | Wagner       |
| David                 | I maestri cantori di Norimberga | Wagner       |
| Sly                   | Sly                             | Wolf-Ferrari |
| Matteo                | Conchita                        | Zandonai     |
| Paolo Malatesta       | Francesca da Rimini             | Zandonai     |

## Discografia

### Opere
- Aida - Aureliano Pertile, Dusolina Giannini, Irene Minghini Cattaneo, Giovanni Inghilleri, Luigi Manfrini, dir. Carlo Sabajno - EMI 1928
- Il trovatore - Aureliano Pertile, Maria Carena, Apollo Granforte, Irene Minghini Cattaneo, Bruno Carmassi,  dir. Carlo Sabajno - EMI 1930
- Carmen - Aureliano Pertile, Aurora Buades, Benvenuto Franci, Ines Alfani Tellini, dir. Lorenzo Molajoli - EMI 1932

### Brani singoli
- Lebendige Vergangenheit - Aureliano Pertile - Preiser
- Lebendige Vergangenheit - Aureliano Pertile (Vol. 2) - Preiser
- Lebendige Vergangenheit - Aureliano Pertile (Vol.3) - Preiser